# 阿蒂德鄉

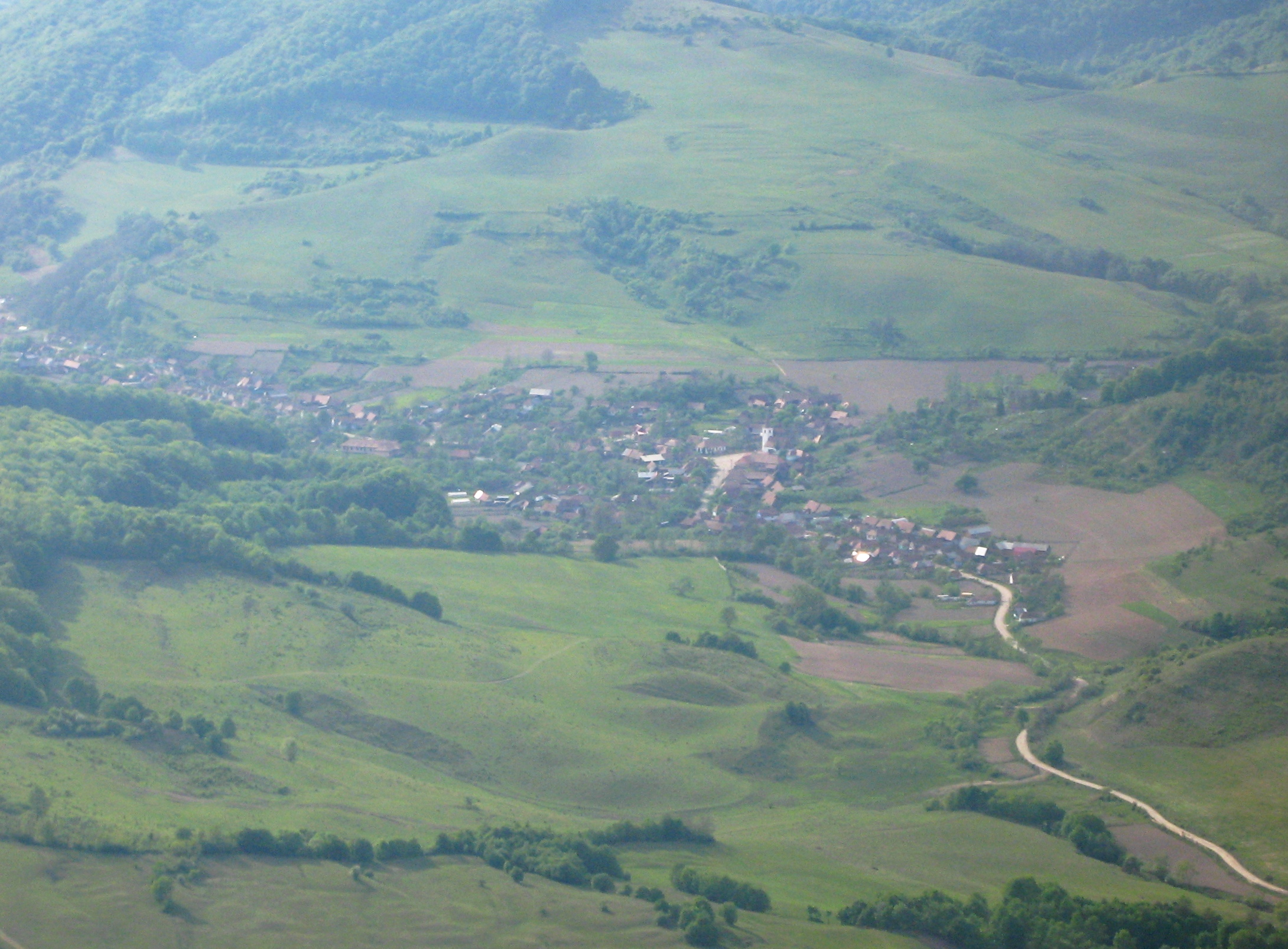

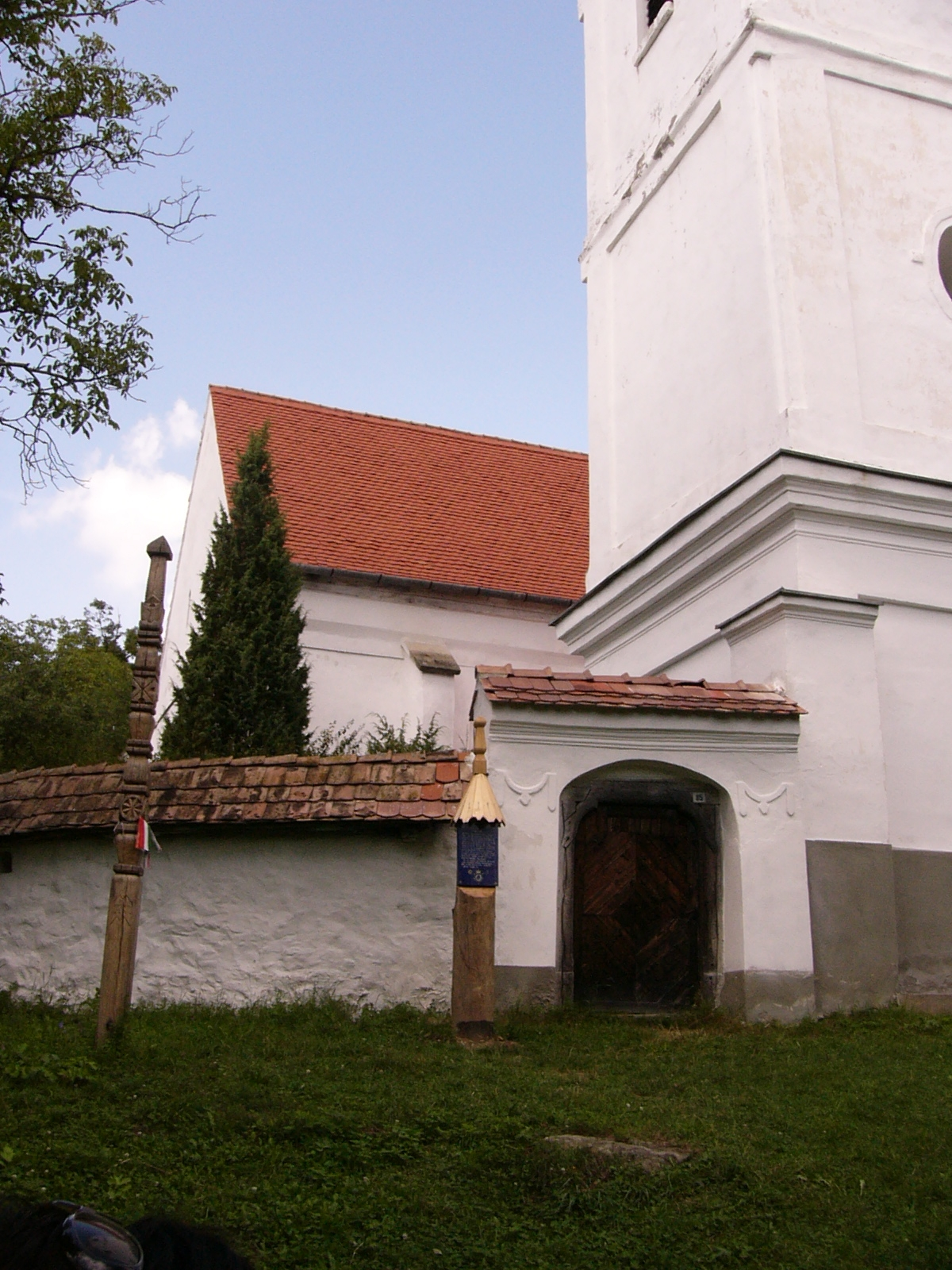

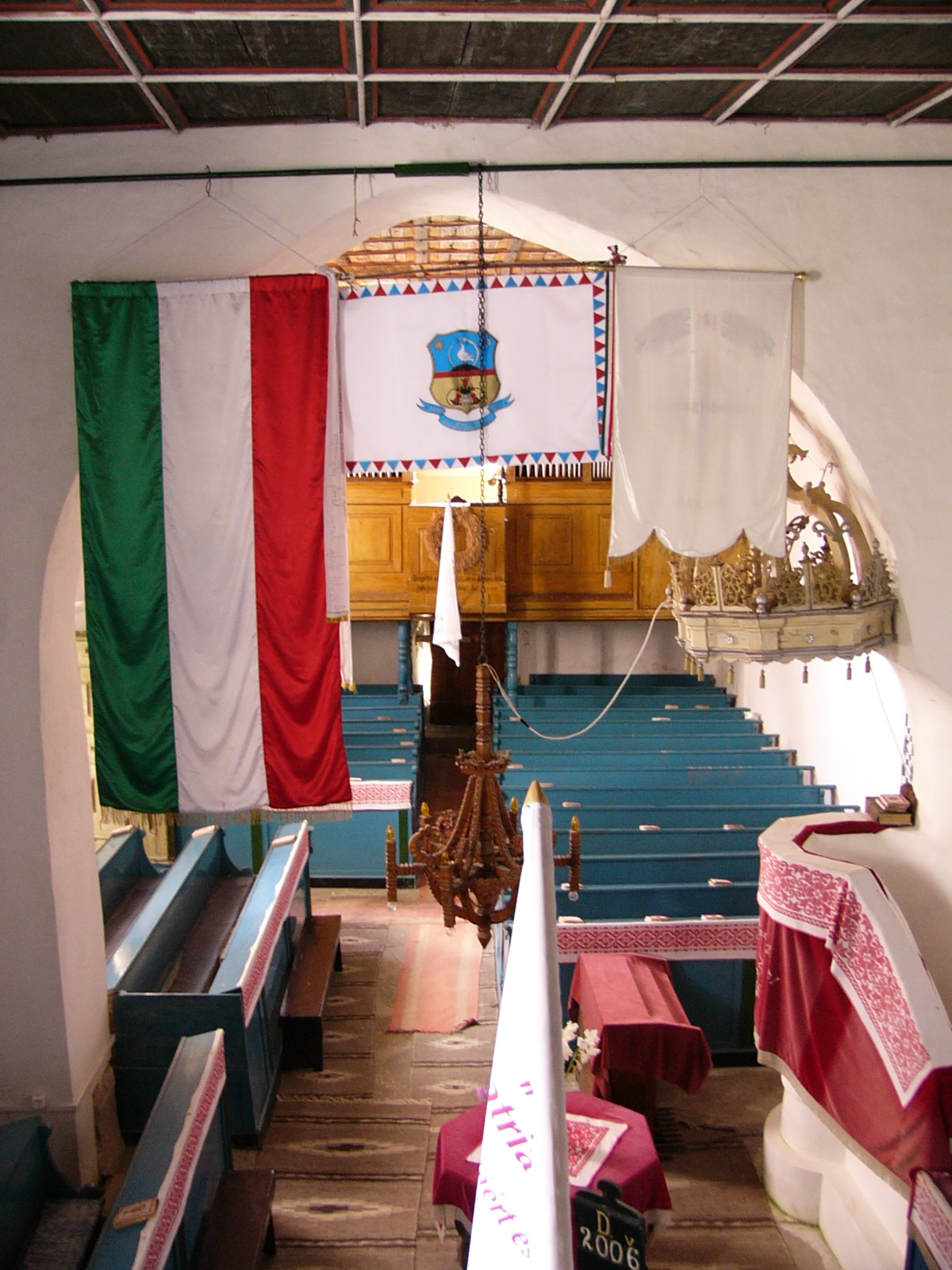

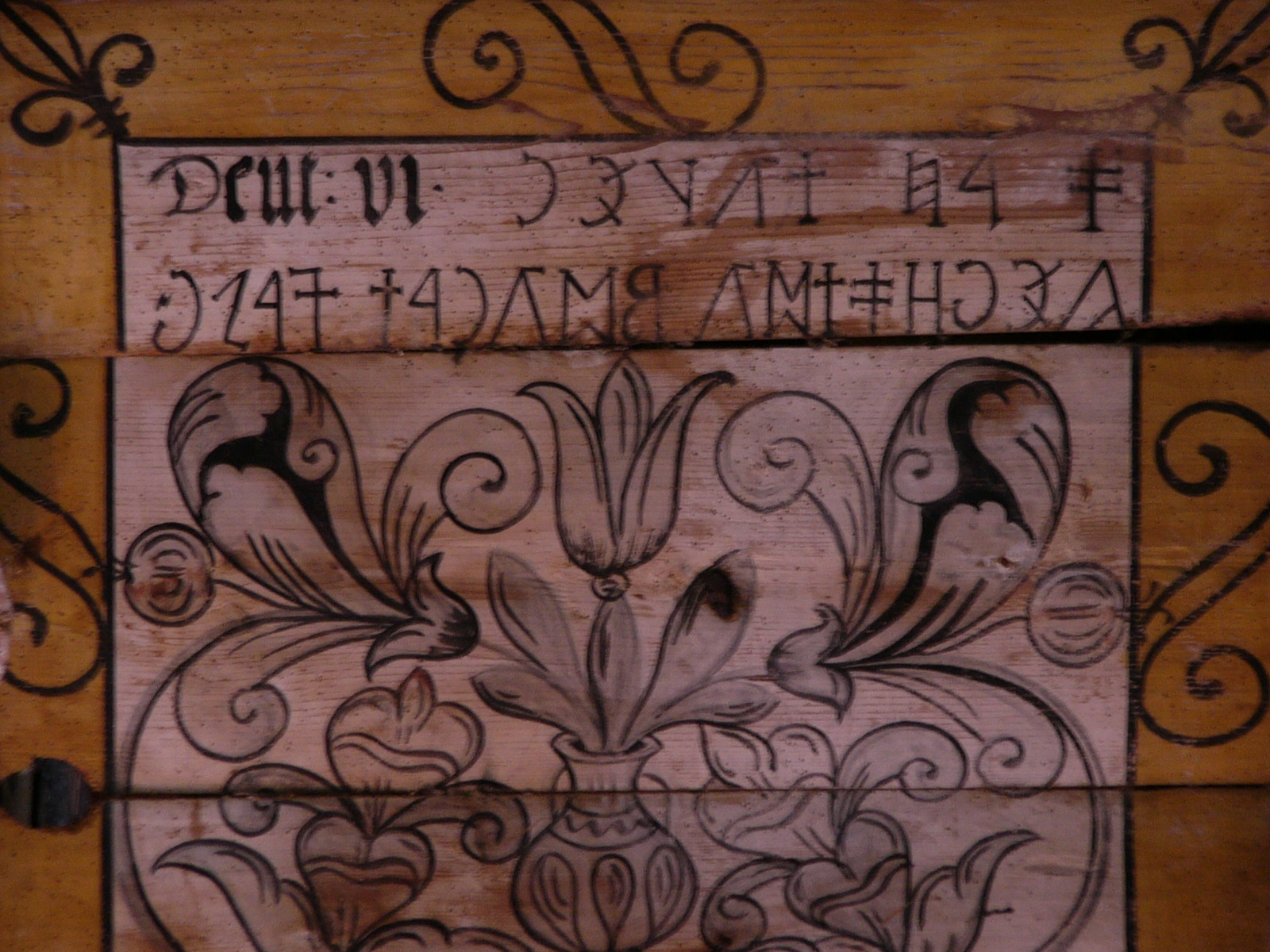

46°27′0″N 25°3′0″E / 46.45000°N 25.05000°E
阿蒂德鄉（羅馬尼亞語：Comuna Atid, Harghita），是羅馬尼亞的鄉份，位於該國中部，由哈爾吉塔縣負責管轄，面積140平方公里，海拔高度471米，2007年人口2,827，人口密度每平方公里20人。